# Валли (опера)
«Валли» (итал. La Wally) — первая и наиболее известная опера (в четырёх актах) итальянского композитора Альфредо Каталани. Итальянское либретто написано Луиджи Илликой по мотивам романа немецкой писательницы Вильгельмины фон Хиллерн «Орёл-девка» (1873), который, в свою очередь, основан на реальном эпизоде из жизни художницы Анны Книттель. 
Премьера состоялась 20 января 1892 года в миланском театре Ла Скала под управлением Эдоардо Маскерони с Хариклеей Даркле в заглавной партии. Осенью представлениями в Лукке дирижировал друг композитора, Артуро Тосканини, для которого эта опера стала одной из самых любимых: он даже назвал дочь Валли и сына Вальтером в честь действующих в ней лиц.
Благодаря культовому фильму «Дива» (1981) известностью пользуется ария Валли из первого акта «Ebben? Ne andrò lontana». Музыка этой арии первоначально была написана композитором как отдельное произведение («Песня гренландки», 1878).

## Действующие лица
| Валли | сопрано       |
| Штроммингер, её отец                                                                                      | бас           |
| Афра, хозяйка таверны                                                                                     | меццо-сопрано |
| Вальтер, музыкант                                                                                         | сопрано       |
| Джузеппе Хагенбах                                                                                         | тенор         |
| Винченцо Гельнер                                                                                          | баритон       |
| Пастор | бас           |
| Тирольцы, пастухи, крестьяне, охотники, старухи, дети. Действие происходит в Тирольских Альпах в XIX веке |               |

## Либретто

### Акт первый. Деревня Хохштоф
Действие происходит в Тироле около 1800 года. В честь семидесятилетия Штроммингера объявлено соревнование стрелков. Музыкант Вальтер поздравляет юбиляра и развлекает собравшихся пением. На состязание прибывают стрелки из соседней деревни Зёльден во главе с Хагенбахом, сыном старого врага Штроммингера. Вначале всё идёт мирно, Хагенбах пытается наладить отношения с бывшим врагом отца. Но постепенно слово за слово старая вражда оживает, и Хагенбах оскорбляет Штроммингера. Жители Хохштофа прогоняют с праздника Хагенбаха и его друзей, и те, несмотря на просьбы дочери Штроммингера Валли остаться, уходят. Присутствующий на празднике Гельнер влюблен в Валли, он заметил, что та с интересом смотрела на Хагенбаха и явно увлечена им. Гельнер рассказывает старику о своих подозрениях и признается, что любит его дочь. Штроммингер согласен выдать дочь за Гельнера, ему невыносима даже мысль о том, что она может с благосклонностью смотреть на его врага Хагенбаха. Старик призывает Валли и объявляет ей свою волю — она должна в течение месяца выйти замуж за Гельнера, или он выгонит её из дому. Валли заявляет, что лучше она будет жить в альпийских снегах, чем выйдет за Гельнера, которого не любит.

### Акт второй. Зёльден. Таверна «Орел»
Прошёл год. Перед зданием таверны играют дети, собрались местные жители, обсуждающие предстоящий в Зёльдене праздник. Здесь же и Вальтер со своими музыкальными инструментами. Пришедший из Хохштофа пастор сообщает, что старый Штроммингер умер, и Валли унаследовала все его состояние. Хагенбах слушает новости без особого интереса. Он влюблен в хозяйку таверны «Орел» Афру. На праздник, зная, что там будет Хагенбах, приходит Валли, но Хагенбах не обращает на неё внимания. Зато, пришедший вслед за Валли Гельнер вновь признается ей в любви, но Валли отвергает его. Гельнер в ревности сообщает Валли, что Хагенбах женится на Афре. Валли оскорбляет Афру. Подзадориваемый Афрой, Хагенбах приглашает Валли на танец. Девушка соглашается, невооруженным взглядом видно, что она влюблена в Хагенбаха. Афра заключает пари, что Валли поцелует Хагенбаха. Так и получается. Все присутствующие смеются — Афра и Хагенбах выиграли пари. Оскорбленная Валли в ярости — призывая к себе Гельнера, она приказывает ему, если он её любит, убить Хагенбаха.

### Акт третий. Горное ущелье
Гости расходятся с праздника, который был в Зёльдене. Валли, Вальтер и пастор проходят через горное ущелье. Их догоняет Гельнер. Он должен поговорить с Валли. Когда они остаются наедине, Гельнер соглашается на убийство Хагенбаха. Под покровом темноты он нападет на него и столкнет в ущелье. Валли в растерянности. Её гнев на Хагенбаха уже утих, и чувство любви к нему берет верх. Мимо, напевая, проходит Хагенбах. Валли замерла в оцепенении. Вдруг раздается крик и шум падающего тела. Возвращается Гельнер — он выполнил требование Валли и рассчитывает на награду. В ярости Валли отталкивает его и зовет на помощь. Прибежавшие жители поднимают из ущелья тело Хагенбаха. Афра просит перенести её жениха к ней в таверну. Валли согласна уступить Хагенбаха сопернице, лишь бы тот остался жив.

### Акт четвёртый. Высоко в горах
Валли, подавленная и угнетенная, бродит по горам. Её сопровождает Вальтер. Он просит девушку вернуться в деревню. Начинается Рождество, и все празднуют. Валли отказывается и отсылает Вальтера. Ей нечего делать в деревне с людьми, она хочет умереть. Внезапно она слышит голос, который зовет её. Это Хагенбах, который оправился от падения и пришёл признаться, что он любит Валли, но не решался сказать ей об этом. Валли счастлива. Влюбленные теперь будут вместе, но нужно спускаться в деревню. Хагенбах идет искать тропинку, ведущую вниз. В это время с горы сходит лавина и погребает его. Валли секунду колеблется, а затем бросается в пропасть вслед за любимым.

## Дискография
- Каталани. Валли. Р. Тебальди, М. дель Монако, Дж. Гуэльфи, Дж. Тоцци, Р. Скотто. Дирижёр К. М. Джулини / Ла Скала 7.12.1953 / G.O.P
- Каталани. Валли. Р. Тебальди, Дж. Пренделли, Д. Донди, И. Жардино, П. Перотти. Дирижёр А. Базил/ RTI 1960
- Каталани. Валли. Р. Тебальди, М. дель Монако, П. Каппуччилли, Х. Диас. Дирижёр Ф. Клева / DECCA 1969
- Каталани. Валли. М. Оливеро, А. Замбон, С. Карроли, Н. Дзаккариа / Бергамо, Театр Доницетти 9.10.1972 / FOYER